# Liste der Ehrenbürger von Laufen
Die Ehrenbürgerwürde ist die höchste kommunale Auszeichnung der Stadt Laufen. Ihre Verleihung erfolgt auf Beschluss des Stadtrates.
Seit 1897 wurden folgende Personen zu Ehrenbürgern ernannt. Die während der Zeit des Nationalsozialismus unter dem Eindruck der von Kreiskommissar Koppheister ausgesprochenen Androhung der sofortigen Auflösung des Stadtrats verliehenen Ehrenbürgerschaften an Adolf Hitler, Franz Ritter von Epp, Adolf Wagner und Kreisleiter Kammerer wurden am 11. Juni 1945 wieder aberkannt.
Nach 1967 erfolgte keine Verleihung der Ehrenbürgerwürde mehr. Verdiente Bürgerinnen und Bürger werden mit der Laufener Bürgermedaille geehrt. 

## Die Ehrenbürger der Stadt Laufen
1. Anton Megele (1827–1905)
kgl. Oberamtsrichter, Heimatforscher
Verleihung 1897
2. Dr. Robert Einhauser (1871–1931)
Oberregierungsrat, Landtagsabgeordneter
Verleihung 1931
3. Paul von Hindenburg (* 2. Oktober 1847 in Posen; † 2. August 1934 auf Gut Neudeck)
Reichspräsident
Verleihung 1933
  - Adolf Hitler (* 20. April 1889 in Braunau am Inn; † 30. April 1945 in Berlin)

Reichskanzler
Verleihung am 31. März 1933, am 11. Juni 1945 aberkannt
  - Franz Ritter von Epp (* 16. Oktober 1868 in München; † 31. Januar 1947 ebd.)

Reichsstatthalter
Verleihung am 31. März 1933, am 11. Juni 1945 aberkannt
  - Adolf Wagner (* 1. Oktober 1890 in Algringen, Lothringen; † 12. April 1944 in Bad Reichenhall)

Innenminister
Verleihung am 31. März 1933, am 11. Juni 1945 aberkannt
  - Kammerer

Kreisleiter
Verleihung am 31. März 1933, am 11. Juni 1945 aberkannt
4. Pater Clarenz Hornberger (Ludwig Hornberger) (* 11. August 1877; † 4. April 1953)
Geistlicher
Verleihung 1949
Hornberger war als Seelsorger in der Strafanstalt Laufen tätig. Für die Verdienste, die er sich in dieser schwierigen Aufgabe erwarb, wurde er zum Ehrenbürger ernannt.
5. Franz Fuchs (* 11. September 1876; † 20. Februar 1961)
Apothekenbesitzer
Verleihung am 19. Dezember 1949
Fuchs diente lange Jahre als 1. Bürgermeister der Stadt und wurde beim Ausscheiden aus dem Amt zum Altbürgermeister ernannt. Für seinen treuen, selbstlosen und uneigennützigen Dienst für die Stadt wurden ihm die Ehrenbürgerrechte zuerkannt.
6. Hans Düll (* 20. Oktober 1879; † 26. Februar 1963)
Notariatsinspektor
Verleihung 1950
Düll war 2. Bürgermeister der Stadt. Er erwarb sich besondere Verdienste beim Bau des neuen Friedhofs und beim Ausbau der Wasserversorgung.
7. Friedrich Nickolai (* 19. August 1890; † 20. September 1962)
Verwalter
Verleihung am 18. August 1960
Nickolai war nach dem Zweiten Weltkrieg Bürgermeister der Stadt. Er wurde wegen seiner Verdienste um die Entwicklung der Stadt und seine Leistungen in diesem Amt zum Ehrenbürger ernannt.
8. Peter Gries (* 3. April 1894; † 13. April 1977)
Stiftsdekan, Geistlicher Rat, Stadtpfarrer
Verleihung 1965
Mit der Verleihung der Ehrenbürgerschaft würdigte man seine seelsorgerische Tätigkeit um die Bevölkerung in Kriegs- und Friedenszeiten und besonders während der Hochwasserkatastrophen 1954 und 1959 sowie seine besonderen Verdienste um die Renovierung der Stiftskirche.
9. Sebastian Knoller (* 19. Februar 1895)
2. Bürgermeister und stellvertretender Landrat
Verleihung am 10. Januar 1965
Knoller wurde anlässlich der Vollendung seines 70. Lebensjahres für seine Verdienste um das Wohl der Stadt ausgezeichnet.
10. Max Schmid (1905–nach 1970)
Landrat des Landkreises Laufen von 1948 bis 1970
Verleihung 1967[3]

## Quelle
- Karlheinz Spielmann: Ehrenbürger und Ehrungen in der Bundesrepublik. 1965